# Impero achemenide
L'Impero achemenide (in persiano Haχāmanišiyā; in greco antico: Ἀχαιμενίδαι?; in persiano antico 𐎧𐏁𐏂, traslitterato Xšāça cioè "L'impero"), detto anche primo impero persiano per distinguerlo dal secondo impero persiano guidato dai Sasanidi, fu un'entità politica comprendente l'attuale Persia e numerosi altri domini, fondata nel 550 a.C. da Ciro II di Persia. Per le sue conquiste l'Impero achemenide fu il secondo più esteso della storia antica dopo l'impero nomade degli Xiongnu; sul finire del VI secolo a.C. arrivò a comprendere: ad est la valle dell'Indo, a nord la parte meridionale del lago d'Aral, del Mar Caspio e del Mar Nero fino alla Crimea, ad ovest l'Europa sudorientale e la Libia, a sud l'Egitto, la Mesopotamia e la costa del Golfo Persico e del Mar Arabico.
Al suo apice l'impero governava sul 44 - 52% della popolazione mondiale, la più alta percentuale mai raggiunta da nessun altro impero o Stato in tutta la storia mondiale (le esatte cifre sono però dibattute e molto incerte). Questo fu possibile perché fino al IV secolo a.C. la maggior parte degli abitanti del mondo era concentrata proprio tra Persia ed Egitto; alcuni storici portano la stima addirittura al 71%, ma questo dato è ritenuto eccessivo. Per il fatto di governare circa metà della popolazione mondiale e per la sua estensione, l'Impero achemenide è spesso considerato quello che arrivò più vicino al dominio del mondo nel corso della storia (almeno in rapporto all'epoca e ai mezzi disponibili). Fu inoltre il primo stato a definirsi con un termine traducibile con "impero", appunto Xšāça.
Tutto l'impero era saldamente controllato dal Gran Re, cui sottostavano i satrapi, e collegato in ogni punto grazie a un efficiente sistema di strade e di posta, velocizzata dagli spostamenti a cavallo e dalla presenza di stazioni di sosta. Il Gran Re era venerato come un Dio Re a tutti gli effetti e si proclamava "Re di tutte le terre", "Re del Mondo", "Re dei Quattro Angoli della Terra" e "Re dell'universo", titoli già usati da sovrani precedenti in aggiunta al più classico "Re dei re".
L'impero persiano entrò in una grave crisi nel IV secolo a.C., crollando nel 332 a.C. in seguito alla battaglia di Gaugamela e alla vittoria dei Macedoni guidati da Alessandro Magno. La quasi totalità dei territori imperiali passó ad Alessandro. Il condottiero macedone però mantenne la cultura e lo stile di governo (dimostrando un gran sincretismo e rispetto) dell'impero fino al 323 a.C., l'anno della sua morte.

## Storia

### Origini
Fra i numerosi popoli dominati dai Medi, i Persiani erano quelli a loro più affini: come quelli erano divisi in numerose tribù, molte delle quali erano nomadi, mentre altre si erano stabilite in zone fertili e praticavano l'agricoltura.
Durante le guerre di Fraorte contro gli Assiri, i Persiani fornirono al sovrano medo reparti di cavalleria e fanteria astata, ma in seguito riuscirono a rendersi indipendenti dai Medi. È a questo periodo che la leggenda fa risalire le origini della dinastia achemenide, fondata dal mitico Achemene. Suo figlio, Teispe, fu il primo ad assumere il titolo di "re di Ansan e di Persia"; a lui succedettero i due figli: Ciro I su Ansan, ed Ariamne sulla Persia, che furono seguiti dai loro rispettivi figli, Cambise I e Arsame.
Quando Ciassare sconfisse definitivamente gli Assiri, i re persiani tornarono a sottomettersi al sovrano della Media pur assumendo il titolo di "Gran Re".

### Da Ciro il Grande a Serse I

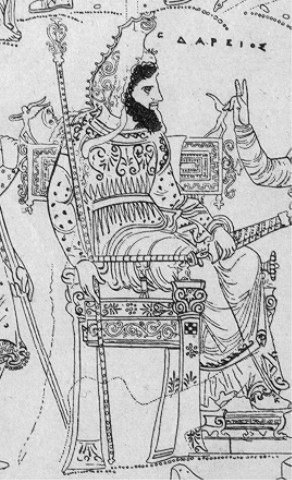
Disegno su un vaso greco raffigurante Dario I (riproduzione)

Salito al trono dei "Gran Re" nel 559 a.C., Ciro II riuscì subito a unire le tribù persiane sotto la propria egemonia. Approfittando della debolezza di Astiage, si ribellò e, alleatosi con il re babilonese Nabonedo, sconfisse il sovrano medo, tradito dal suo stesso esercito che lo consegnò nelle mani di Ciro, il quale poté così marciare su Ecbatana e conquistarla.
Le affinità tra i Medi e i Persiani consentirono ai due popoli di fondersi, al punto tale che nel mondo antico venivano chiamati entrambi con il nome dei primi.
Ciro proseguì l'espansione conquistando prima l'Asia Minore e la Lidia e poi il regno di Babilonia, e si spinse fino in Asia Centrale dove morì in battaglia, prima di potere conquistare l'Egitto (ci riuscirà invece Cambise II).
Per tentare di conquistare Cartagine Cambise II, succeduto al padre, si impadronì delle vie di comunicazione terrestri africane attraverso l'oasi di Siwa, arrivando fino alla Libia. Non riuscì però a portare a termine l'impresa perché i Fenici si rifiutarono di fornire le navi contro quella che era una loro antica colonia.
Dopo la morte di Cambise II iniziò un periodo di intrighi e ribellioni che si concluse con la salita al trono nel 522 a.C. di Dario I. Fu proprio Dario, appartenente a un ramo collaterale della dinastia achemenide, a citare per primo la leggenda di Achemene, nel tentativo di legittimare il proprio potere, dicendosi discendente da Ariamne. Dario I conquistò la Tracia, il Caucaso e la valle dell'Indo e attaccò la Grecia, dove però fu sconfitto da un'alleanza di città greche indipendenti a Maratona. Si dedicò quindi a consolidare le conquiste, per consegnare un impero forte e organizzato nel 485 a.C. al figlio Serse I.
Anche Serse I cercò di annettere la Grecia peninsulare: riuscì a passare alle Termopili e a saccheggiare Atene, ma fu sconfitto a Salamina e a Platea e costretto a ritirarsi in Asia Minore. Con Serse I si conclude il periodo di grandezza della dinastia achemenide.

### Il declino
A Serse I, morto nel 465 a.C., seguì una serie di re che dovettero districarsi tra complotti politici interni, lotte per il potere, rivolte e l'eterno conflitto con la Grecia finché l'ultimo di essi, Dario III (336 a.C.-330 a.C.), fu sconfitto da Alessandro Magno, che si impadronì dei domini persiani occidentali. La porzione orientale (4,5 milioni di km²) dell’impero fu divisa tra signori locali, satrapi e comandanti militari, e diede origine a diversi imperi nei secoli seguenti.

## Un grande impero organizzato

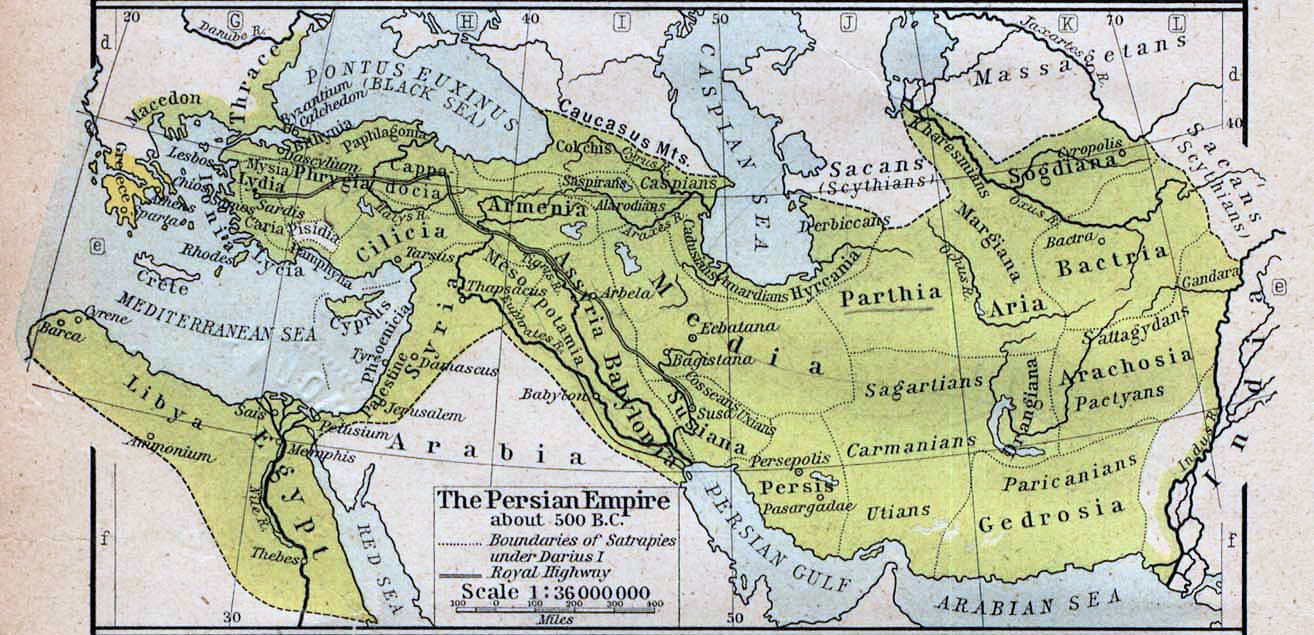
L'Impero achemenide sotto Serse I

La prima organizzazione dell'impero fatta da Ciro II prevedeva ampie concessioni alle autonomie locali e la centralità del potere regio come espressione della volontà divina, centralità rafforzata da un cerimoniale di corte che obbligava ad atti di sottomissione come la proskýnesis, l'inchino cerimoniale.
Dario I attenuò il decentramento amministrativo, poiché l'estensione e l'eterogeneità dell'impero esigevano un forte potere centrale capace di coordinare l'attività politica e di fare rispettare la propria volontà.
L'impero fu suddiviso in unità amministrative denominate satrapie, ed a capo di ognuna fu posto un satrapo, spesso legato alla famiglia regnante. I satrapi, oltre a riscuotere i tributi e ad amministrare la giustizia, si occupavano del reclutamento militare, ma non comandavano le truppe che erano affidate a generali di fiducia dello shah (re).
Il numero esatto delle satrapie e la loro estensione variò nel tempo. Questa la lista desumibile dalle iscrizioni di Bisotun (databili intorno al 520 a.C., durante il regno di Dario I):
1. Perside [Pârsaa]
2. Elam [Ûvja]
3. Babilonia [Bâbiruš]
4. Assiria [Athurâ]
5. Arabia [Arabâya]
6. Egitto [Mudrâya]
7. le "terre vicino al mare" [Tyaiy Drayahyâ] (probabilmente la regione del Levante)
8. Lidia [Sparda]
9. Ionia [Yauna]
10. Media [Mâda]
11. Armenia [Armina]
12. Cappadocia [Katpatuka]
13. Partia [Parthava]
14. Drangiana o Gedrosia [Zraka]
15. Aria [Haraiva]
16. Corasmia [Uvârazmîy]
17. Battria [Bâxtriš]
18. Sogdiana [Suguda]
19. Gandara [Gadâra]
20. Scizia [Saka]
21. Sattagidia [Thataguš]
22. Aracosia [Harauvatiš]
23. Maka [Maka]

Altre:
1. Ircania [Varcana]
2. Carmania [Karmana]
3. Cilicia [Kirakuya]
4. Indo [Indus], Taxila
5. Tracia [Skudra]
6. Sacia Amirgia [Saka Haumavarka]

Una lista diversa è fornita da Erodoto nelle Storie (circa 440 a.C.) anche se essa riguarda piuttosto i distretti fiscali, che non necessariamente corrispondevano con le unità amministrative:
1. Ionia (Yauna): Efeso
2. Lidia (Sparda): Sardi
3. Cappadocia e Frigia (Katpatuka)
4. Cilicia
5. Siria e Cipro
6. Egitto (Mudraya): Menfi
7. Susiana (Anzan): Susa
8. Assiria e Babilonia (Athura): Babilonia
9. Media (Mada): Ecbatana
10. Caspio e Albania
11. Battriana (Bakhtris): Bactra
12. Armenia (Armina)
13. Carmania (Caramania) e Sagartia (Asagarta):
14. Saci Amirgi e Himalaya (Saka Haumavarka)
15. Gandara
16. Sogdiana (Suguda): Samarcanda (Marakanda)
17. Margiana (Margus): Merv
18. Gedrosia
19. Arbela e Carduchi
20. India (Hindush)

Stati vassalli e popoli tributari:
- Nabatei
- Arabi
- Tracia (Skudra)
- Geti
- Colchide
- Iberi
- Albani
- Gerrei
- Maci

Fu inoltre adottata una lingua ufficiale comune per l'amministrazione statale, l'aramaico, e furono rafforzate le vie di comunicazione con la costruzione di diverse "strade regie", tra cui la Via Reale, che collegava Susa con Sardi, o la grande strada del Khorasan, che collegava le città di Ecbatana e Bactra.

## La religione e l'arte

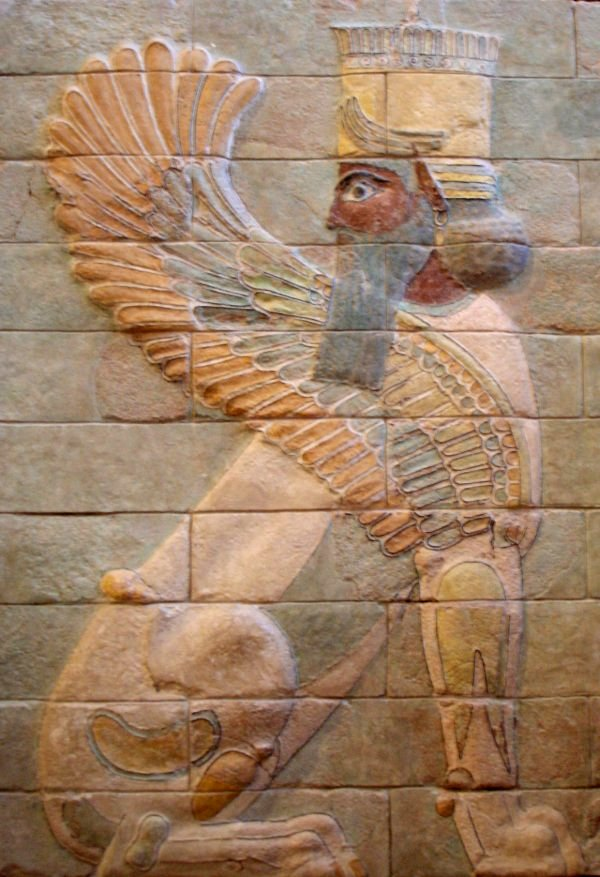
Sfinge alata dal palazzo di Dario I a Susa (Louvre, Parigi)

A partire dal VI secolo a.C. tra la popolazione della Persia si diffuse lo Zoroastrismo, il quale ebbe grande fortuna dopo la conversione di Dario I e di sua moglie. I sovrani achemenidi erano devoti ad Ahura Mazdā, il dio supremo, ma a questa religione ufficiale si aggiungevano (o opponevano) diverse religioni popolari, come quella legata alle pratiche misteriche della tribù dei Magi. Molte delle caratteristiche dello Zoroastrismo (la tendenza monoteistica, la netta separazione del Bene e del Male, l'attesa di una apocalisse) si trovano anche nell'Ebraismo, e, di conseguenza, nel Cristianesimo e nell'Islam.
La commistione di elementi di origine diversa tipica della religione si verificò anche nelle arti, dove ritroviamo elementi elamici, babilonesi, ittiti, ed assiri nella comune esaltazione del palazzo, arricchito dalla figura degli animali guardiani e dalla rappresentazione del "corteo dei tributari"; dagli egizi derivarono le sale regali, già presenti con le stesse caratteristiche nel tempio egizio; dalle regioni greche derivò la colonna, usata in Persia sia per gli interni sia per i portici esterni; dai proto-iranici derivarono altri tratti artistici, come la grande terrazza in pietra.
L'arte risentì della nuova atmosfera politica, spirituale e materiale, che mettendo da parte la crudeltà assira che aveva dominato l'Oriente per almeno tre secoli, la sostituì con un maggior spirito di tolleranza e clemenza che lasciava una certa libertà alle culture locali. Il sovrano invitò artisti da ogni parte dell'impero per realizzare opere importanti e questa fu un'altra ragione del carattere composito dell'arte.
L'arte achemenide perse alcune forme e scene crudeli di guerra e di massacro di belve tipiche dell'arte assira.
Al tempo di Ciro II l'arte composita risulta visibile soprattutto nell'architettura, con la costruzione di mura di mattoni decorati con smalti e incrostazioni preziose, di colonnati fatti di tronchi di alberi rari e con la grande varietà di materiali usati nei rivestimenti e nelle decorazioni. Tra le innovazioni principali vi fu l'uso della pietra che, se non sostituì i mattoni mesopotamici per la costruzione dei muri costituì un fondamentale scheletro dell'edificio. Uno dei tratti ricorrenti dell'arte fu il gusto dell'animale come elemento decorativo. La città regale possedeva almeno tre edifici importanti: il maestoso ingresso a sala arricchita da colonne caratterizzate da porte figurate da animali di guardia, la sala per le udienze, il palazzo dei banchetti del re. Oltre alla costruzione di monumentali palazzi e alla loro decorazione, la terza attività artistica fiorente fu la lavorazione dei metalli, a sbalzo e cesello, con ornamenti di figure di animali o pietre; dalle coppe d'oro alle spade di bronzo, dagli orecchini agli anelli, erano estremamente variegati i tesori e le ricchezze del Gran Re. I successori di Ciro II costruirono, alla maniera egizia, palazzi con grandi sale per le udienze, decorati con infinite serie di animali e di uomini che dovevano testimoniare la potenza e la grandezza del "re dei re".

## Esercito
Ciro il Grande riuscì a creare un enorme impero multi-etnico, imponendo in ogni territorio il governo di una persona fidata, il satrapo. Ogni satrapia doveva consegnare al Gran Re una tassa, variabile in base alla ricchezza della regione. La gestione di un così vasto impero necessitava di soldati di professione per mantenere la pace, sedando ogni tentativo di ribellione, e per proteggere i confini.

### Composizione militare
I soldati dell'esercito persiano erano di diverse etnie: Persiani, Macedoni, Traci, Peoni, Medi, Achei, Cissiani, Ircani, Assiri, Caldei, Battriani, Saci, Ariani, Parti, Caucasici dell'Albània, Corasmi, Sogdiani, Gandari, Dadici, Caspiani, Sarangi, Pacti, Utiani, Miciani, Fenici con i "Siriani della Palestina" (come i Giudei), Egizi, Ciprioti, Cilici, Pamfili, Lici, Dori dell'Asia, Cari, Ioni, Egei delle isole, Eoli, Greci dal Ponto, Paricani, Arabi, Etiopi, Etiopi del Sistan e del Belucistan, Libici, Paflagoni, Ligi, Matieni, Mariandini, Cappadoci, Frigi, Armeni, Lidi, Misi, Lasoni, Milii, Moschi, Tibareni, Macroni, Mossineci, Mari, Colchidesi, Alarodiani, Saspiriani, isolani del mar Rosso, Sagartiani, Indiani, Libici, Eordi, Bottiei, Chalcidesi, Brigi, Pieri, Perrabi, Enieni, Dolopi e Magnesii.

## Le tombe
Alcuni re persiani si fecero costruire una tomba. Naqsh-e Rustam è un'antica necropoli situata a circa 12 km a nord-ovest di Persepoli: quattro re della dinastia achemenide (Dario I, Serse I, Artaserse I e Dario II) fecero scavare le loro tombe in questo luogo. Altri re persiani fecero costruire le tombe in differenti luoghi: Artaserse II ed Artaserse III preferirono scavare le loro tombe, i cui resti sono tutt'oggi visibili, nei pressi di Persepoli. La tomba di Ciro II di Persia fu costruita a Pasargade (oggi Patrimonio dell'umanità).

## Lista dei re achemenidi

### Non attestati
I personaggi sotto rappresentati non furono re dell'impero achemenide, che verrà fondata più tardi da Ciro il Grande, ma satrapi del nuovo impero assiro e dei Medi.
| Nome            | Immagine | Commenti                            | Date     |
| --------------- | -------- | ----------------------------------- | -------- |
| Achemene        |          | Primo re del regno di Persia        | 705 a.C. |
| Teispe di Ansan |          | Figlio di Achemene                  | 640 a.C. |
| Ciro I          |          | Figlio di Teispe                    | 580 a.C. |
| Cambise I       |          | Figlio di Ciro I e padre di Ciro II | 550 a.C. |

### Attestati
Le fonti attestano tredici grandi re durante i duecento anni di esistenza dell'impero. Il regno più lungo fu quello di Artaserse II, durato 47 anni. La titolatura completa dei sovrani achemenidi furono: Re dei re, Re di Persia, Re delle Nazioni, Re di Babilonia, Re dei Sumeri, Re di Media, Re degli Accadi, Re di Anshan, Re dei quattro angoli del mondo. Vari re avevano deciso di aggiungere e rimuovere alcuni titoli (per esempio il titolo "Re di Babilonia")
| Nome              | Immagine | Commenti | Date                 |
| ----------------- | -------- | --- | -------------------- |
| Ciro II il Grande |          | Fondatore dell'impero avente i seguenti titoli: Gran re, re dei re, re di Persia, re di Anshan, re di Media, re di Babilonia, re dei Sumeri e degli Akkadi, re dei Quattro Angoli del Mondo | 560–530 a.C.         |
| Cambise II        |          | Re dei re Gran re Re di Persia Re di Babilonia Faraone d'Egitto | 530–522 a.C.         |
| Smerdi            |          | | 522 a.C.             |
| Dario I           |          | Re dei re (Gran re), Re di Persia, Re di Babilonia, Faraone d'Egitto | 522–486 a.C.         |
| Serse I           |          | Re di Persia e Media Gran re Re dei re Re delle nazioni Faraone d'Egitto | 486–465 a.C.         |
| Artaserse I       |          | Re dei re Gran Re Re di Persia Faraone d'Egitto | 465–424 a.C.         |
| Serse II          |          | Re dei re (Gran Re) di Persia Faraone d'Egitto | 424 a.C. (45 giorni) |
| Sogdiano          |          | Re dei re (Gran Re) di Persia Faraone d'Egitto | 424–423 a.C.         |
| Dario II          |          | Re dei re (Gran Re) di Persia Faraone d'Egitto | 423–405 a.C.         |
| Artaserse II      |          | Re dei re (Gran Re) di Persia Faraone d'Egitto | 404-358 a.C.         |
| Artaserse III     |          | Re dei re (Gran Re) di Persia Faraone d'Egitto Re di Babilonia | 358–338 a.C.         |
| Artaserse IV      |          | Re dei re (Gran Re) di Persia Faraone d'Egitto | 338–336 a.C.         |
| Dario III         |          | Re dei re (Gran Re) di Persia Faraone d'Egitto Re di Babilonia | 336–330 a.C.         |